# Winds (Band)
Winds ist eine norwegische Metal-Band.

## Geschichte
Die Band wurde 1998 gegründet, die Musiker waren schon vor der Gründung von Winds in der Metal-Szene aktiv und arbeiteten zum Teil schon in anderen Projekten zusammen. So waren Carl August Tidemann und Jan Axel Blomberg am Debütalbum Aspera hiems symfonia der Band Arcturus beteiligt.
Zwei Jahre nach der Gründung von Winds wurde, mit Hilfe dreier Gastmusiker, eine EP fertiggestellt, die 2001 von Avantgarde Music veröffentlicht wurde. Zu diesem Zeitpunkt arbeitete die Band bereits an einem Album, das im folgenden Jahr von The End Records veröffentlicht wurde. An den Aufnahmen zu Reflections of the I war auch ein Streichtrio der Oslo-Filharmonien beteiligt. Zum Zeitpunkt der Veröffentlichung war das nächste Album fertiggestellt, das zusammen mit einem Streichquartett eingespielt und 2004 unter dem Titel The Imaginary Direction of Time veröffentlicht wurde.
Anschließend widmeten sich die Musiker anderen Bands und Projekten. So gründeten Andy Winter, Lars Eikind und Blomberg 2004 Age of Silence und veröffentlichten ein Album und eine EP. Nach drei Jahren folgte schließlich Winds’ drittes Album Prominence and Demise, an dem neben einem Streichquartett auch Dan Swanö, Lars Nedland (Solefald, Borknagar) und Agnete M. Kirkevaag (Madder Mortem) beteiligt waren. Arbeiten an einem vierten Album sind seit 2015 im Gange.
Die Band ist bislang nicht live aufgetreten und gibt an, dies auch nicht zu planen.

## Musikstil und Texte
Winds’ Stil verbindet Elemente des Progressive Metal, Dark Metal und der Klassischen Musik miteinander. Die Texte haben einen existenzphilosophischen Anstrich. Die Texte werden von Winter verfasst, der mit Eikind auch die Gesangslinien ausarbeitet. Winter legt meist auch die Grundstrukturen der Stücke fest, die in der Regel von Eikind und Tidemann vervollständigt werden. Die Streicher werden von Eikind arrangiert.

## Diskografie
- 2001: Of Entity and Mind (EP)
- 2002: Reflections of the I
- 2004: The Imaginary Direction of Time
- 2007: Prominence and Demise